# Normal con alas
Normal con alas es una película chilena dirigida por Coca Gómez y es protagonizada por Paz Bascuñán, Gonzalo Valenzuela, Paulina de la Paz, Makarena Teke.

## Trama
Pancha Illanes (Paulina De la Paz) y Maida Lopetegui (Macarena Teke) son las ovejas negras de la selecta escuela para señoritas Virgin Mary’s school. Aisladas del resto de sus perfectas y aplicadas compañeras pero todo cambia cuando Pancha acepta la proposición de su novio, Bautista González (Gonzalo Valenzuela) de vender marihuana en el colegio. Lo que en un principio parece una misión imposible, pronto se convierte en un electrizante juego, en el que las muchachas involucran sin su consentimiento a Jovita Maulén (Teresita Reyes), encargada del baño del establecimiento escolar, quien comienza a traficar los cigarrillos de marihuana al interior de toallas higiénicas. Pero todo lo que sube tiene que bajar.
Una vez que la presidenta del centro de alumnas, Pascuala (Paz Bascuñán) ponga sus ojos sobre ellas, el imperio de microtráfico escolar de Pancha y Maida comenzará a tambalear, provocando una verdadera hecatombe al interior del tradicional establecimiento.

## Elenco
- Paulina De la Paz como Francisca "Pancha" Illanes Hamilton.
- Macarena Teke como Magdalena "Maida" Lopetegui.
- Paz Bascuñán como Pascuala Cortazar.
- Gonzalo Valenzuela como Bautista González.
- Coca Guazzini como Ester Balmaceda.
- Teresita Reyes como Jovita Maulén.
- Luis Tosar como Padre Serafín Amigo.
- Manuel Peña como Marco Aurelio Rojas.
- Catalina Guerra como Pía Hamilton.
- Catalina Saavedra	como Carmen Cecilia Salfate.
- Berta Lasala como Romina Maulén.
- Katyna Huberman como Piedad Balmaceda.
- Francisca Merino como Rosario Balmaceda.
- Jenny Cavallo como Nieves Errázuriz
- Javier Fernández como Neven
- Wil Edgar	como Damien Scott.
- Jaime Mondría como Hualo.
- Yasna Kusanovic como Javiera Cortés.
- Loreto Leonvendagar como Coti Sanhueza.
- Bárbara Ricciulli como Dominga Paredes.
- Paula Valdivieso como María de la Luz García.
- Pablo Díaz como Chico Gamboa.
- Fernando Aragón como Padre Rector.
- Silvia Novak como Mamá de Maida.
- Renato Illanes como Papá de Maida.
- Felipe Ríos como Amigo de Hualo.
- Juan Pablo Sáez como Novio de Pía Hamilton